# Onobrychis pindicola
Onobrychis pindicola är en ärtväxtart som beskrevs av Heinrich Carl Haussknecht. Onobrychis pindicola ingår i släktet esparsetter, och familjen ärtväxter.

## Underarter
Arten delas in i följande underarter:
- O. p. pindicola
- O. p. urumovii